# Jarkko Heimonen
Jarkko Heimonen (ur. 6 marca 1972 w Saarijärvi) – fiński lekkoatleta, który specjalizował się w rzucie oszczepem.
Sukcesy odniósł jako junior zdobywając w 1990 roku brązowy medal mistrzostw świata juniorów oraz rok później wicemistrzostwo Europy juniorów. Medalista halowych mistrzostw Finlandii. 
Rekord życiowy: 78,02 (23 lipca 1995, Lapua). 

## Osiągnięcia
| Rok  | Impreza                     | Miejsce  | Lokata     | Wynik |
| ---- | --------------------------- | -------- | ---------- | ----- |
| 1990 | Mistrzostwa świata juniorów | Płowdiw  | 3. miejsce | 72,30 |
| 1991 | Mistrzostwa Europy juniorów | Saloniki | 2. miejsce | 75,00 |